# Letgarda di Tolosa
Letgarda di Tolosa, o Ledgarda, o Liutgarda, Letgarda anche in spagnolo e catalano, Ledgarde in francese e Luitegarda in portoghese (950 circa – 985 circa) è stata contessa consorte delle contee di Barcellona, Gerona, Osona e Urgell, dal 967 circa alla sua morte.

## Origine
Era la figlia del conte di Nîmes, d'Albì e di Tolosa e duca di Settimania, Raimondo III (?-978), della dinastia dei Rouergue, e di Guindinilde, della quale non si conoscono gli ascendenti.

## Biografia
Tra il 967 e il 968 (in una donazione del giugno 969, per le anime dei genitori e del fratello, fatta in quella data dal conte Borrel, si fa riferimento anche all'anima di una figlia avuta dalla moglie Letgarda) Letgarda fu data in sposa al conte di Barcellona, Gerona, Osona e Urgell, Borrell II (?-993), figlio secondogenito del conte di Barcellona, Gerona e Osona, Sunyer I e di Riquilda di Rouergue, figlia del conte di Roergue, Ermengol e della moglie Adele, secondo lo storico Szabolcs de Vajay, soprattutto per il fatto che il figlio primogenito fu chiamato Ermengol (introducendo questo nome nel casato di Barcellona). Ermengol di Rourgue era il figlio del conte di Tolosa e duca di Settimania, Oddone I e secondo l'Histoire générale de Languedoc di Garsinda d'Albi.
Secondo il documento CXIII della Marca Hispanica sive Limes Hispanicus, datato 25 giugno 972, circa una vendita fatta dal conte Borrel, unitamente a Letgarda, risulta che il figlio Raimondo Borrell era nel primo anno di vita.
Si conoscono altri tre documenti di vendite da parte di Borrel e Letgarda: uno del 976, riferito dallo storico andaluso José Enrique Ruiz-Domènec (Quan els vescomtes de Barcelona eren, Barcelona, 2, p. 216), un secondo, tratto dal Cartulario de Sant Cugat del Vallès del 977, e un terzo tratto dal cartolario di Vic del 980.
Non si conosce l'anno esatto della morte di Letgarda, avvenuta sicuramente dopo il 980, anno in cui il suo nome compare in una donazione, e non dopo il 988, anno in cui suo marito Borrel risulta sposato con Eimeruda, secondo un documento tratto dal Cartulario de Sant Cugat del Vallès.

### Figli
Letgarda a Borrell II diede quattro (o cinque) figli:
- la primogenita era una figlia, morta in tenera età, in quanto, nel giugno 969 era già morta, in quanto, una donazione per le anime dei genitori e del fratello fatta in quella data da Borrel fa riferimento anche all'anima di una figlia avuta dalla moglie Letgarda[2]
- Raimondo Borrell[3] (ca. 971-1017), conte di Barcellona
- Ermengol[3] (ca. 975-1010), conte di Urgell
- Ermengarda di Barcellona (?-dopo il 10 ottobre 1029), che, prima del 997, aveva sposato il visconte Geriberto di Barcellona[9] (?-prima del 1014, in questa data Ermengarda risulta vedova[9])
- Richilda di Barcellona (? -dopo il 1041, nel marzo di quell'anno compare, per l'ultima volta, in un documento di donazione[9]), che, prima del 999, aveva sposato il visconte Udalardo I di Barcellona[9] (?-dopo il 30 maggio 1030).

## Ascendenza
|                             |   |                        | Genitori                 |  |  | Nonni |  |  | Bisnonni              |  |  | Trisnonni          |  |
|                             |   |                        |                          |  |  |       |  |  | Raimondo II di Tolosa |  |  | Oddone I di Tolosa |  |
|                             |   |                        |                          |  |  |       |  |  | Raimondo II di Tolosa |  |  | Oddone I di Tolosa |  |
|                             |   | Garsenda d'Albi        |                          |  |  |       |  |  | Raimondo II di Tolosa |  |  |                    |  |
| Raimondo Ponzio I di Tolosa |   |                        |                          |  |  |       |  |  | Raimondo II di Tolosa |  |  |                    |  |
|                             |   | Guinidilda             | Goffredo il Villoso      |  |  |       |  |  |                       |  |  |                    |  |
|                             |   | Guinidilda             | Goffredo il Villoso      |  |  |       |  |  |                       |  |  |                    |  |
|                             |   | Guinidilda             | Guinidilda d'Empúries    |  |  |       |  |  |                       |  |  |                    |  |
| Raimondo III di Tolosa      |   | Guinidilda             |                          |  |  |       |  |  |                       |  |  |                    |  |
|                             |   | Garcia II di Guascogna | Sancho III di Guascogna  |  |  |       |  |  |                       |  |  |                    |  |
|                             |   | Garcia II di Guascogna | Sancho III di Guascogna  |  |  |       |  |  |                       |  |  |                    |  |
|                             |   | Garcia II di Guascogna | Quisilo di Guascogna     |  |  |       |  |  |                       |  |  |                    |  |
| Garsenda di Guascogna       |   | Garcia II di Guascogna |                          |  |  |       |  |  |                       |  |  |                    |  |
|                             |   | Amuna di Bordeaux      | Guglielmo II di Bordeaux |  |  |       |  |  |                       |  |  |                    |  |
|                             |   | Amuna di Bordeaux      | Guglielmo II di Bordeaux |  |  |       |  |  |                       |  |  |                    |  |
|                             |   | Amuna di Bordeaux      | …                        |  |  |       |  |  |                       |  |  |                    |  |
| Letgarda di Tolosa          |   | Amuna di Bordeaux      |                          |  |  |       |  |  |                       |  |  |                    |  |
|                             | … | …                      |                          |  |  |       |  |  |                       |  |  |                    |  |
|                             | … | …                      |                          |  |  |       |  |  |                       |  |  |                    |  |
|                             | … | …                      |                          |  |  |       |  |  |                       |  |  |                    |  |
| …                           | … |                        |                          |  |  |       |  |  |                       |  |  |                    |  |
|                             |   | …                      | …                        |  |  |       |  |  |                       |  |  |                    |  |
|                             |   | …                      | …                        |  |  |       |  |  |                       |  |  |                    |  |
|                             |   | …                      | …                        |  |  |       |  |  |                       |  |  |                    |  |
| Gundinilde                  |   | …                      |                          |  |  |       |  |  |                       |  |  |                    |  |
|                             |   | …                      | …                        |  |  |       |  |  |                       |  |  |                    |  |
|                             |   | …                      | …                        |  |  |       |  |  |                       |  |  |                    |  |
|                             |   | …                      | …                        |  |  |       |  |  |                       |  |  |                    |  |
| …                           |   | …                      |                          |  |  |       |  |  |                       |  |  |                    |  |
|                             |   | …                      | …                        |  |  |       |  |  |                       |  |  |                    |  |
|                             |   | …                      | …                        |  |  |       |  |  |                       |  |  |                    |  |
|                             |   | …                      | …                        |  |  |       |  |  |                       |  |  |                    |  |
|                             |   | …                      |                          |  |  |       |  |  |                       |  |  |                    |  |

### Fonti primarie
- (LA)  Rerum Gallicarum et Francicarum Scriptores, Tomus IX.
- (LA)  Histoire générale de Languedoc, tomus II.
- (LA)  Histoire Générale de Languedoc, Preuves, Tome V.
- (LA)  Cartulario de Sant Cugat del Vallès, vol. I.

### Letteratura storiografica
- Rafael Altamira, Il califfato occidentale, in «Storia del mondo medievale», vol. II, 1999, pp. 477–515.
- René Poupardin, I regni carolingi (840-918), in «Storia del mondo medievale», vol. II, 1999, pp. 583–635.
- Louis Alphen, Francia: gli ultimi Carolingi e l'ascesa di Ugo Capeto (888-987), in <<Storia del mondo medievale>>, vol. II, 1999, pp. 636–661
- (EN) The Development of Southern French and Catalan Society, 718-1050, su libro.uca.edu.
- (LA)  Marca Hispanica sive Limes Hispanicus, 1688.